# Marguerittens Spaadom
Marguerittens Spaadom er en amerikansk stumfilm fra 1910 af D. W. Griffith.